# Коршунов, Виктор Иванович
Ви́ктор Ива́нович Ко́ршунов (24 ноября 1929, Москва — 17 апреля 2015, там же) — советский и российский актёр театра и кино, театральный режиссёр, педагог. Народный артист СССР (1984).

## Биография
Родился в Москве, на Сухаревке. Учился в московской средней школе № 234.
В 1943 году начал заниматься в драматической студии при районном Доме пионеров. Студией руководила актриса В. И. Стручкова. Во главе с руководителем студии и вместе с другими участниками драмкружка ездил с концертами по госпиталям и больницам, а после выступлений помогал ухаживать за больными.
С 1947 года учился в Школе-студии МХАТ на курсе А. М. Карева, которую окончил  окончил в 1951 году. Актёрское мастерство на курсе преподавали С. А. Герасимов, С. К. Блинников, А. А. Скрябин, а историю художественного театра — В. Я. Виленкин.
Актёрский дебют состоялся на сцене Центрального театра транспорта (ныне — Московский драматический театр имени Н. В. Гоголя), где им были сыграны роли Фернандо де Ривера в спектакле «Живой портрет» по пьесе А. Морето и Васьки Окорока в спектакле «Бронепоезд 14-69» по одноимённой пьесе Вс. В. Иванова. Последний спектакль имел большой зрительский успех и был выдвинут на соискание Сталинской премии. Среди тех, кто посмотрел эту постановку, были возглавлявшие тогда Малый театр главный режиссёр К. А. Зубов и директор М. И. Царёв, которые заинтересовались игрой молодого исполнителя и пригласили его в труппу своего театра.
С 1952 по 2015 годы — актёр Малого театра, прослужил в нём более шестидесяти лет. В качестве режиссёра поставил несколько спектаклей. С января 1985 года занимал пост директора, а с мая 1998 года по сентябрь 2009 года был генеральным директором Малого театра.
С 1954 года преподавал в Высшем театральном училище имени М. С. Щепкина (с 1966 года — доцент, с 1973 года — профессор). За все годы преподавания выпустил семнадцать актёрских курсов. В числе его учеников: С. Любшин, Э. Марцевич, С. Немоляева, Н. Корниенко, В. Бочкарёв, А. Домогаров, М. Башаров и многие другие актёры.
В советские годы избирался членом правления, заместителем председателя Совета по работе с молодёжью при президиуме Всероссийского театрального общества (ныне — Союз театральных деятелей Российской Федерации).
Член КПСС с 1959 года.
Скончался 17 апреля 2015 года в Москве. Гражданская панихида и прощание состоялись 21 апреля 2015 года в здании Малого театра на улице Большая Ордынка. Похоронен на Новодевичьем кладбище, рядом с могилой жены Екатерины Еланской (участок № 7, ряд 8).

### Семья
Родители — Коршунов Иван Алексеевич (1897—1967), родом из Калужской области, Коршунова Екатерина Михайловна (1907—1972), родом из Тверской области, оба работали в сфере торговли;
Жена (с 1953) — Екатерина Еланская (1929—2013), актриса, театральный режиссёр;
Сын Александр Коршунов (род. 1954), актёр театра и кино, режиссёр;
Внук Степан Коршунов (род. 1978), актёр, работает в Малом театре в Москве;
Внучка Клавдия Коршунова (род. 1984), актриса, работает в театре «Современник»;
Тёща Клавдия Еланская (1898—1972), актриса;
Тесть Илья Судаков (1890—1969), актёр, режиссёр, педагог.

## Театральные роли

### Центральный театр транспорта
- 1951—1952 — «Бронепоезд 14-69» Вс. В. Иванова. Режиссёр: И. Я. Судаков — Васька Окорок[1]
- 1951—1952 — «Собор Парижской Богоматери» по одноимённому роману В. Гюго. Режиссёры: В. М. Гольдфельд и Я. М. Кракопольский — 2-й стрелок
- 1951—1952 — «Испанский священник» Дж. Флетчера. Режиссёр: А. П. Тутышкин — Миланес
- 1951—1952 — «Живой портрет» А. Морето. Режиссёр: В. М. Гольдфельд — Фернандо де Ривера, Такон
- 1951—1952 — «Молодой человек» Кирова — Степанов

### Малый театр
- 1952 — «Ревизор» Н. В. Гоголя. Режиссёр: В. И. Цыганков — гость[1]
- 1952 — «Иначе жить нельзя» А. В. Софронова. Режиссёры: В. И. Цыганков и М. Н. Гладков — Фридрих
- 1952 — «Великая сила» Б. С. Ромашова. Режиссёр: Н. В. Петров, художественный руководитель постановки К. А. Зубов — сотрудник института
- 1952 — «Живой труп» Л. Н. Толстого. Режиссёр: Л. А. Волков — 1-й курьер в суде
- 1952 — «Горе от ума» А. С. Грибоедова. Режиссёр: П. М. Садовский — адъютант Скалозуба
- 1953 — «Живой труп» Л. Н. Толстого. Режиссёр: Л. А. Волков — 2-й курьер в суде
- 1953 — «Иван Грозный» А. Н. Толстого. Режиссёры: П. М. Садовский, К. А. Зубов, Б. И. Никольский — мужик, бирюч
- 1953 — «Наш современник» К. Г. Паустовского. Режиссёр: К. А. Зубов — мужчина в театре
- 1953 — «Рюи Блаз» В. Гюго. Режиссёр: В. М. Бебутов — 1-й негр
- 1953 — «Иван Грозный» А. Н. Толстого. Режиссёры: П. М. Садовский, К. А. Зубов, Б. И. Никольский — Борис Годунов
- 1953 — «Незабываемый 1919-й» В. В. Вишневского. Режиссёры: К. А. Зубов, В. И. Цыганков — гость у Будкевича
- 1953 — «Горе от ума» А. С. Грибоедова. Режиссёр: П. М. Садовский — штатский
- 1953 — «Живой труп» Л. Н. Толстого. Режиссёр: Л. А. Волков — Вознесенский
- 1953 — «Стакан воды» Э. Скриба. Режиссёр возобновления: Б. П. Бриллиантов — 1-й кавалер
- 1953 — «Порт-Артур» И. Ф. Попова и А. Н. Степанова. Режиссёр: К. А. Зубов, П. А. Марков — Акинфиев
- 1953 — «Стакан воды» Э. Скриба. Режиссёр возобновления Б. П. Бриллиантов — лорд
- 1953 — «Порт-Артур» И. Ф. Попова и А. Н. Степанова. Режиссёр: К. А. Зубов, П. А. Марков — молодой мичман
- 1953 — «Шакалы» А. М. Якобсона. Режиссёр: Б. И. Равенских — Дик Джонсон
- 1954 — «Опасный спутник» А. Д. Салынского. Режиссёр: А. А. Гончаров — Конышков
- 1954 — «Волки и овцы» А. Н. Островского. Режиссёр: П. М. Садовский — староста
- 1954 — «Иван Рыбаков» В. М. Гусева. Режиссёр: Б. И. Равенских — Ваня Рыбаков
- 1955 — «Ванина Ванини» по Стендалю. Режиссёр: М. Н. Гладкова — 2-й карабинер
- 1955 — «Крылья» А. Е. Корнейчука. Режиссёры: К. А. Зубов и В. И. Цыганков — колхозник
- 1955 — «Такие времена» Е. Юрандота. Режиссёр: Л. А. Волков — Чижик
- 1956 — «Макбет» Шекспира. Режиссёры: К. А. Зубов и Е. П. Велихов — Дональбайн
- 1957 — «Доходное место» А. Н. Островского. Режиссёр: К. А. Зубов — Жадов
- 1957 — «Когда горит сердце» В. П. Кина. Режиссёр: А. А. Гончаров — Матвеев
- 1958 — «Почему улыбались звёзды» А. Е. Корнейчука. Режиссёр: Б. И. Равенских — Юрий
- 1959 — «Ярмарка тщеславия» У. Теккерея. Режиссёры: И. В. Ильинского и В. И. Цыганков — Лоренс
- 1960 — «Осенние зори» В. И. Блинова. Режиссёр: Б. И. Равенских — Алексей
- 1960 — «Карточный домик» О. Н. Стукалова. Режиссёр: Д. А. Вурос — Игнат
- 1960 — «Любовь Яровая» К. А. Тренёва. Режиссёры: И. В. Ильинский и В. И. Цыганков — Григорий
- 1960 — «Остров Афродиты» А. Парниса. Режиссёр: В. Г. Комиссаржевский — Дэви
- 1961 — «Взрыв» И. М. Дворецкого. Режиссёр: Е. П. Велихов — Клинкин
- 1962 — «Коллеги» В. П. Аксёнова и Г. М. Стабового. Режиссёры: Б. А. Бабочкин и В. И. Коршунов — Алексей Максимов
- 1962 — «Палата» С. И. Алёшина. Режиссёр: Л. В. Варпаховский — ординатор
- 1963 — «Горе от ума» А. С. Грибоедова. Режиссёр: Е. Р. Симонов — Молчалин
- 1963 — «Луна зашла» Дж. Стейнбека. Режиссёр: В. И. Цыганков — лейтенант Тондер
- 1964 — «Власть тьмы» Л. Н. Толстого. Режиссёр: Б. И. Равенских — Никита
- 1964 — «Светит, да не греет» А. Н. Островского и Н. Я. Соловьева. Режиссёр: М. И. Царёв — Рабачёв
- 1964 — «Веер леди Уиндермир» О. Уайльда. Режиссёр: В. Г. Комиссаржевский — мистер Хоппер
- 1964 — «Страница дневника» А. Е. Корнейчука. Режиссёр: Е. Р. Симонов — Брага
- 1966 — «Дачники» М. Горького. Режиссёр: Б. А. Бабочкин — Влас
- 1968 — «Джон Рид» Е. Р. Симонова. Режиссёр: Е. Р. Симонов — Джон Рид
- 1968 — «Отцы и дети» И. С. Тургенева. Режиссёр: Е. Р. Симонов — Евгений Базаров
- 1970 — «Признание» С. А. Дангулова. Режиссёр: Р. Н. Капланян — Белодед
- 1971 — «Оптимистическая трагедия» Вс. В. Вишневского. Режиссёр: Л. В. Варпаховский — Алексей
- 1971 — «Пропасть» Й. Дарваша. Режиссёр: И. Казан (Венгрия) — учитель
- 1973 — «Царь Фёдор Иоаннович» А. К. Толстого. Режиссёр: Б. И. Равенских — Борис Годунов
- 1974 — «Дачники» М. Горького. Режиссёр: Б. А. Бабочкин — Суслов
- 1974 — «Так и будет» К. М. Симонова. Режиссёр: Л. В. Варпаховский — Савельев
- 1975 — «Вечерний свет» А. Н. Арбузова. Режиссёр: Л. Е. Хейфец — Ковалёв
- 1977 — «Любовь Яровая» К. А. Тренёва. Режиссёр: П. Н. Фоменко — Роман Кошкин[12]
- 1978 — «Маленькая эта земля» Г. Джагарова. Режиссёр: Е. И. Ташков — Радев
- 1978 — «Берег» Ю. В. Бондарева. Режиссёр: В. А. Андреев — Вадим Никитин
- 1980 — «Вызов» Г. М. Маркова и Э. Ю. Шима. Режиссёр: В. А. Андреев — Максим Строгов
- 1981 — «Целина» по книге Л. И. Брежнева. Режиссёры: Б. А. Львов-Анохин и В. М. Бейлис — ведущий
- 1982 — «Вишнёвый сад» А. П. Чехова. Режиссёр: И. В. Ильинский — Лопахин
- 1983 — «Утренняя фея» А. Касоны. Режиссёр-постановщик: Б. А. Львов-Анохин — Мартин
- 1984 — «На всякого мудреца довольно простоты» А. Н. Островского. Режиссёр: И. В. Ильинский — Глумов
- 1984 — «Фома Гордеев» М. Горького. Режиссёр: Б. А. Львов-Анохин — Яков Маякин
- 1984 — «Рядовые» А. А. Дударева. Режиссёры: Б. А. Львов-Анохин и В. Е. Фёдоров — Дервоед
- 1986 — «Иван» А. И. Кудрявцева. Режиссёр: В. А. Андреев — Иван
- 1988 — «Холопы» П. П. Гнедича. Режиссёр: Б. А. Львов-Анохин — Перейдёнов
- 1988 — «Гости» Л. Г. Зорина. Режиссёр: В. А. Андреев — Пётр Алексеевич Кирпичёв
- 1991 — «Царь Пётр и Алексей» Ф. Н. Горенштейна. Режиссёр: В. М. Бейлис — Пётр Алексеевич, император России
- 1992 — «Обрыв» по одноимённому роману И. А. Гончарова. Режиссёр: В. А. Ефремова — Тушин
- 1993 — «Царь Борис» А. К. Толстого. Режиссёр: В. М. Бейлис — царь Борис Фёдорович Годунов
- 1994 — «Волки и овцы» А. Н. Островского, режиссёр В. Н. Иванов — Чугунов
- 1995 — «Таланты и поклонники» А. Н. Островского. Режиссёр: В. М. Бейлис — Великатов
- 1996 — «Чайка» А. П. Чехова. Режиссёр: В. Н. Драгунов, художественный руководитель постановки Ю. М. Соломин — Сорин
- 1999 — «Король Густав Васа» Ю. А. Стриндберга. Режиссёр: А. Нордштрем (Швеция) — Густав Васа
- 2002 — «Пучина» А. Н. Островского. Режиссёр: А. В. Коршунов — неизвестный
- 2002 — «На всякого мудреца довольно простоты» А. Н. Островского. Режиссёр: В. М. Бейлис — Крутицкий

## Постановки в Малом театре
- 1960 — «Песня о ветре» А. Л. Вейцлера, А. Н. Мишарина (совместно с В. Б. Монаховым)
- 1962 — «Коллеги» В. П. Аксёнова и Г. М. Стабового (совместно с Б. А. Бабочкиным)
- 1966 — «Человек бросает якорь» И. А. Касумова

## Фильмография
- 1956 — Первые радости — Кирилл Извеков
- 1956 — Необыкновенное лето — Кирилл Извеков
- 1958 — Сорока-воровка — Степан
- 1961 — Сержант Фетисов — главная роль
- 1962 — В мёртвой петле — Нестеров
- 1966 — По тонкому льду — Дмитрий Дмитриевич Брагин
- 1967 — Доктор Вера — Мудрик
- 1967 — Возмездие — начальник военного госпиталя
- 1968 — Золотые часы — Фёдор Иванович, директор детского дома
- 1968 — Удар! Ещё удар! — Таманцев Андрей Павлович, тренер футбольной команды «Заря»
- 1969 — Сердце Бонивура — Борис Любанский
- 1970 — Сердце России — Смидович
- 1972 — Улица без конца — Ковалевский
- 1973 — Дело было, да?
- 1980 — Корпус генерала Шубникова — генерал армии

## Телеспектакли
- 1961 — Иван Рыбаков — Ваня
- 1972 — Светит, да не греет — Борис Рабачёв
- 1974 — Дом Островского — Борис Рабачёв
- 1974 — Отцы и дети — Евгений Базаров
- 1976 — Признание — Белодед
- 1977 — Оптимистическая трагедия — Алексей
- 1978 — Власть тьмы — Никита
- 1980 — Берег — Никитин
- 1981 — Вызов — Максим Матвеевич Строгов
- 1981 — Любовь Яровая — Роман Кошкин
- 1981 — Царь Фёдор Иоаннович — Борис Годунов
- 1983 — Вишнёвый сад — Ермолай Алексеевич Лопахин
- 1985 — На всякого мудреца довольно простоты — Егор Дмитрич Глумов
- 1988 — Иван — Иван Иванович Климов
- 1994 — Царь Борис — царь Борис Годунов
- 1998 — Чайка — Пётр Николаевич Сорин
- 1998 — Царь Пётр и Алексей — Пётр Алексеевич
- 2003 — Волки и овцы — Чугунов

## Участие в телефильмах
- 1995 — Алексей Эйбоженко (из цикла телепрограмм канала ОРТ «Чтобы помнили»)
- 1995 — Руфина Нифонтова (из цикла телепрограмм канала ОРТ «Чтобы помнили»)
- 2001 — Валерий Носик (из цикла телепрограмм канала ОРТ «Чтобы помнили»)

## Звания и награды
- заслуженный артист РСФСР (1961)[13];
- народный артист РСФСР (1969)[13];
- народный артист СССР (1984)[1][2];
- орден Октябрьской Революции (4 ноября 1974)[источник не указан 748 дней];
- орден Трудового Красного Знамени (1980)— за большую работу по подготовке и проведению Игр XXII Олимпиады[14];
- орден «За заслуги перед Отечеством» IV степени (11 ноября 1994) — за большие заслуги перед народом, связанные с развитием российской государственности, достижениями в труде, науке, культуре, искусстве, укреплением дружбы и сотрудничества между народами;[15];
- орден «За заслуги перед Отечеством» III степени (1999) — за большой вклад в развитие отечественной театральной культуры и в связи со 175-летием Государственного академического Малого театра России[16];
- орден «За заслуги перед Отечеством» II степени (2005) — за выдающийся вклад в развитие театрального искусства и многолетнюю творческую деятельность[17];
- медаль «В ознаменование 100-летия со дня рождения Владимира Ильича Ленина» (1970)[источник не указан 748 дней];
- медаль «Ветеран труда» (1984)[источник не указан 748 дней];
- благодарность Президента Российской Федерации (1996) — за высокое педагогическое мастерство[18];
- благодарность Президента Российской Федерации (2009) — за большие заслуги в развитии театрального искусства и многолетнюю педагогическую деятельность[19];
- орден преподобного Сергия Радонежского II степени Русской православной церкви (2004) — во внимание к трудам и в связи с 75-летием со дня рождения[20].